# 나가사와 마리나

서명

나가사와 마리나(일본어: 長澤 茉里奈 ながさわ まりな[*])는 일본의 그라비아 모델(아이돌)이다.

## 프로필
| 나가사와 마리나 | 나가사와 마리나                  |
| --------------- | -------------------------------- |
| 애칭            | 마리츄                           |
| 출생            | 1995년 10월 8일, 사이타마현      |
| 신체            | 153cm, B82(F컵)-W55-H83(cm), O형 |
| 성좌 / 십이지   | 천칭자리 / 돼지띠                |
| 직업            | 아이돌, 그라비아 모델            |